# Serie E61 a E62 de CP
La Serie E61 a E62 fue un tipo de locomotora de tracción a vapor, que fue utilizada por la Compañía de los Caminhos de Ferro Portugueses.

## Historia
A principios de 1897, la Compañía del Camino de Hierro de Porto a Póvoa y Famalicão encomendó, a la firma Krauss, dos locomotoras, que recibieron la numeración 10 y 11 de la Compañía. El 1 de enero de 1927, esta empresa se fusionó con la Compañía del Camino de Hierro de Guimarães, formando la Compañía de los Ferrocarriles del Norte de Portugal; después de este proceso, la Línea de Póvoa fue adaptada a vía métrica, por lo que tuvieron que ser sustituidos los ejes de las locomotoras de la antigua Compañía de Póvoa, que utilizaban un ancho de 900 mm. La numeración de estas locomotoras no fue alterada. En 1947, la Compañía del Norte fue absorbida por la Compañía de los Ferrocarriles Portugueses, que modificó los números de estas locomotoras, creando la Serie E61 a E62.
La E61 fue utilizada como locomotora de reserva en la Línea del Sabor, estando en la Estación de Duas Iglejas, y sustituyendo ocasionalmente a la E41 en las maniobras en la Estación de Pocinho. En 1958, ya no presentaba condiciones suficientes para continuar en servicio, por lo que fue enviada a las oficinas de Porto-Campanhã, para ser sometida a una gran revisión; no obstante, esta no llegó a producirse, siendo retirada en 1959, con el paso de la Serie E51 a E56 para la Línea del Sabor. Probablemente fue desguazada en 1961.

## Características
Esta serie estaba compuesta por dos locomotoras, numeradas como 10 y 11 por las Compañías de Póvoa y del Norte, y después modificadas a E61 y E62 por la Compañía de los Caminhos de Ferro Portugueses. Con los ejes en configuración 0-3-1T, circulaban, inicialmente, con un ancho de 900 mm, siendo posteriormente adaptadas al ancho métrico.
Circularon en la Línea de Póvoa y en la Línea del Sabor, habiendo realizado, entre otros servicios, maniobras en la Estación de Pocinho.

## Ficha técnica

### Características generales
- Número de unidades construidas: 2 (E61 y E62)[1]
- Fabricante: Krauss[1]
- Construcción: 1897[1]
- Ancho: 900 mm (originalmente), 1000 mm[1]

## Lista de material[1]
- E61: Desguazada
- E62: Desguazada